# Rîkun, Vîșhorod
Rîkun (în ucraineană Рикунь) este un sat în așezarea urbană Dîmer din raionul Vîșhorod, regiunea Kiev, Ucraina.

## Demografie
Componența lingvistică a localității Rîkun
     Ucraineană (93,09%)
     Rusă (6,55%)
     Alte limbi (0,36%)
Conform recensământului din 2001, majoritatea populației localității Rîkun era vorbitoare de ucraineană (93,09%), existând în minoritate și vorbitori de rusă (6,55%).